# エアロモナス目
エアロモナス目(エアロモナスもく、Aeromonadales)は、Pseudomonadota門ガンマプロテオバクテリア綱に属する細菌の目である。好気性のオセアニモナス属（Oceanimonas）、オセアニスファエラ属（Oceanisphaera）、通性嫌気性のエロモナス属（Aeromonas）を除き、嫌気性で、細胞は棒状である。単極の鞭毛により運動性を持つ種と運動性を持たない種がある。